# Drycothaea viridescens
Drycothaea viridescens là một loài bọ cánh cứng trong họ Cerambycidae.